# Jánošíkova kolkáreň
Jánošíkova kolkáreň (česky Jánošíkova kuželkárna) je zrušená národní přírodní rezervace v katastrálních územích města Ružomberok a obce Ľubochňa v okrese Ružomberok v Žilinském kraji na Slovensku. Chráněné území bylo vyhlášeno v roce 1964 a jeho rozloha byla 243,37 hektaru. Předmětem ochrany byl komplex zachovalých původních rostlinných společenstev nejvyšších poloh Velké Fatry. Javorové a jeřabinové smrčiny pralesovitého charakteru se smrkem ztepilým (Picea abies), v nejvyšších polohách přirozené řídké porosty s nízko zavětvenými kmeny. Rezervace byla zrušena k 1. lednu 2024 a její území se stalo součástí zón národního parku Velká Fatra.

## Přístup
- zelená Turistická značená trasa 5600
- červená Turistická značená trasa 0857

## Galerie

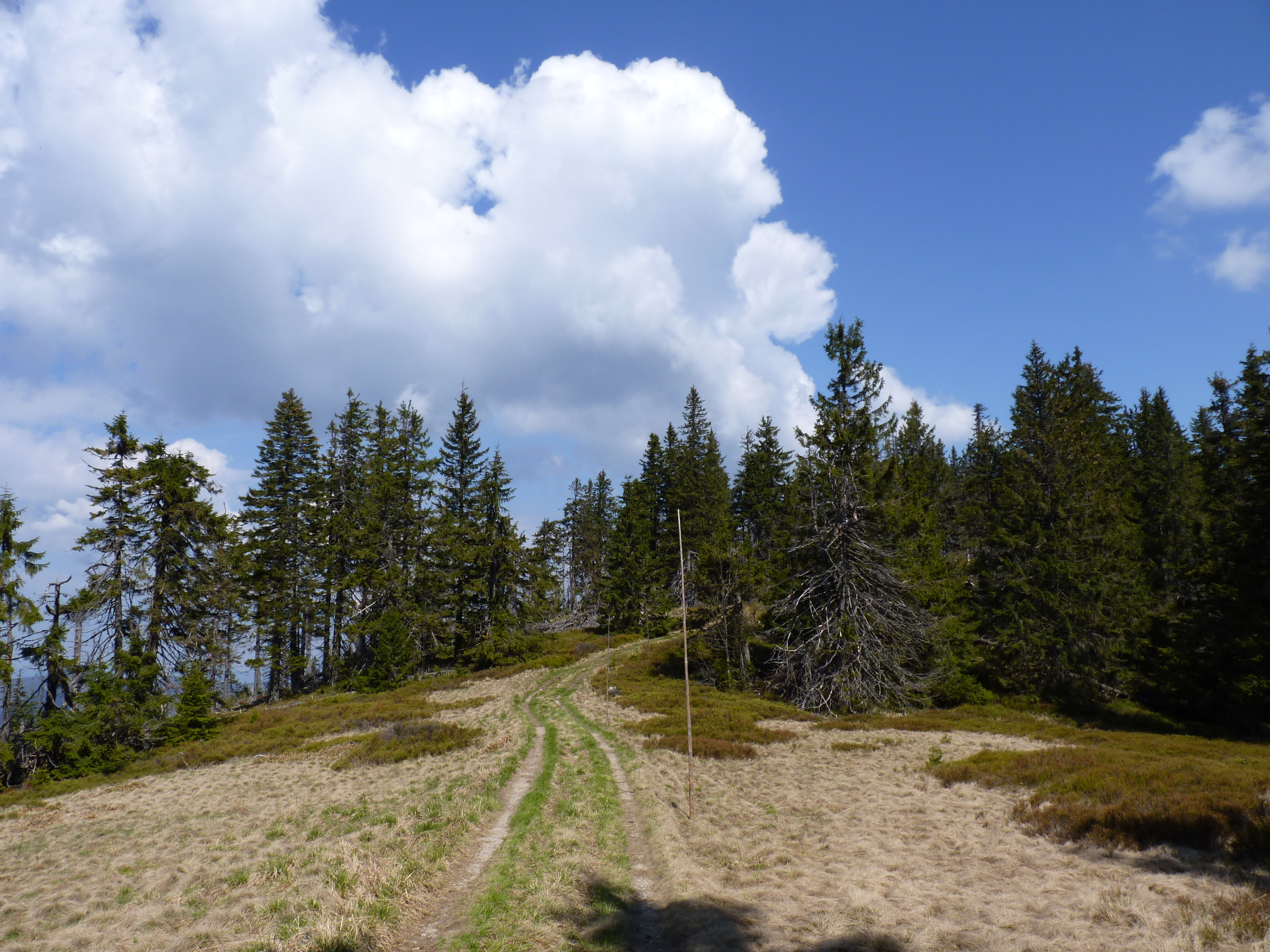
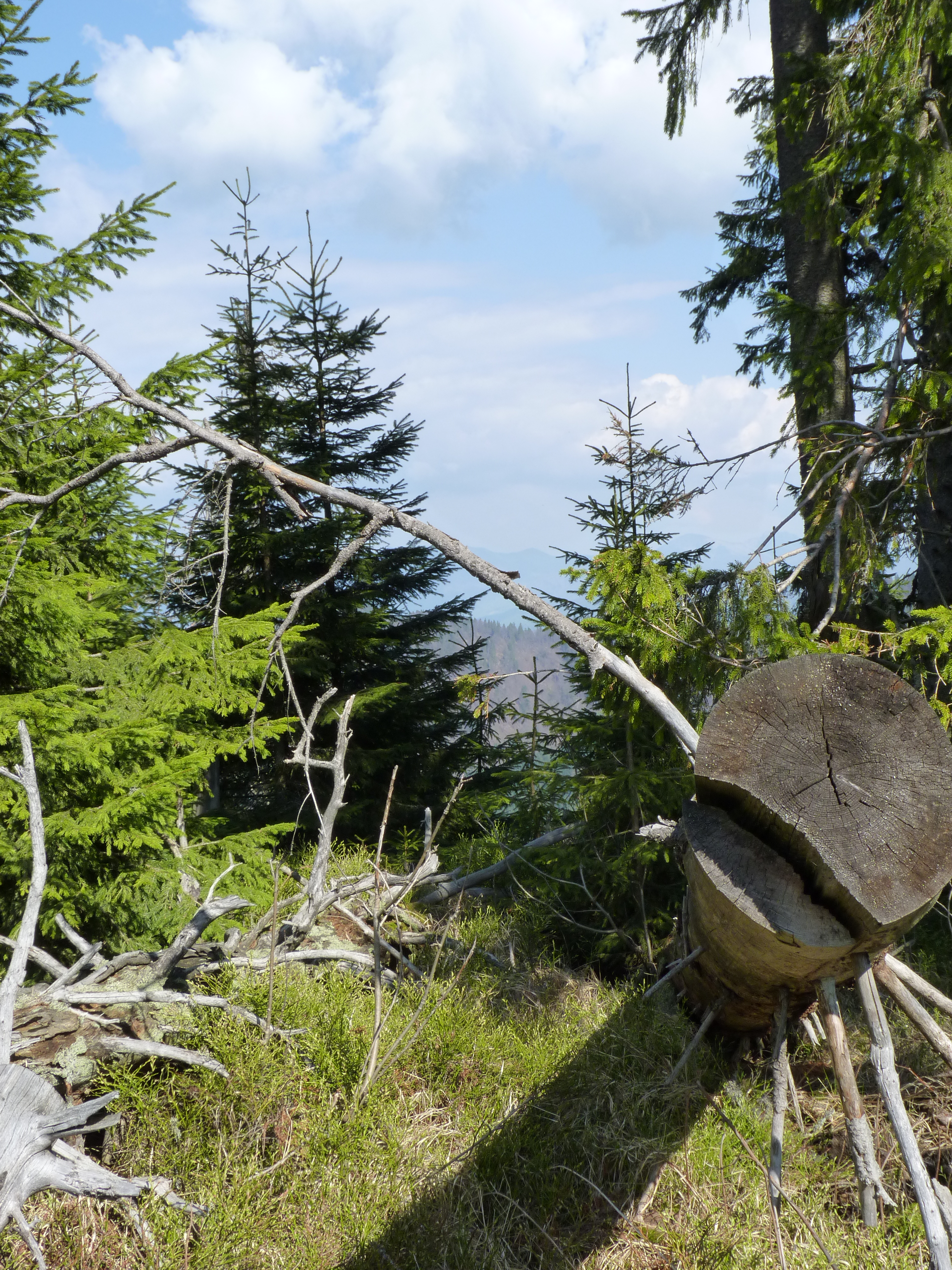
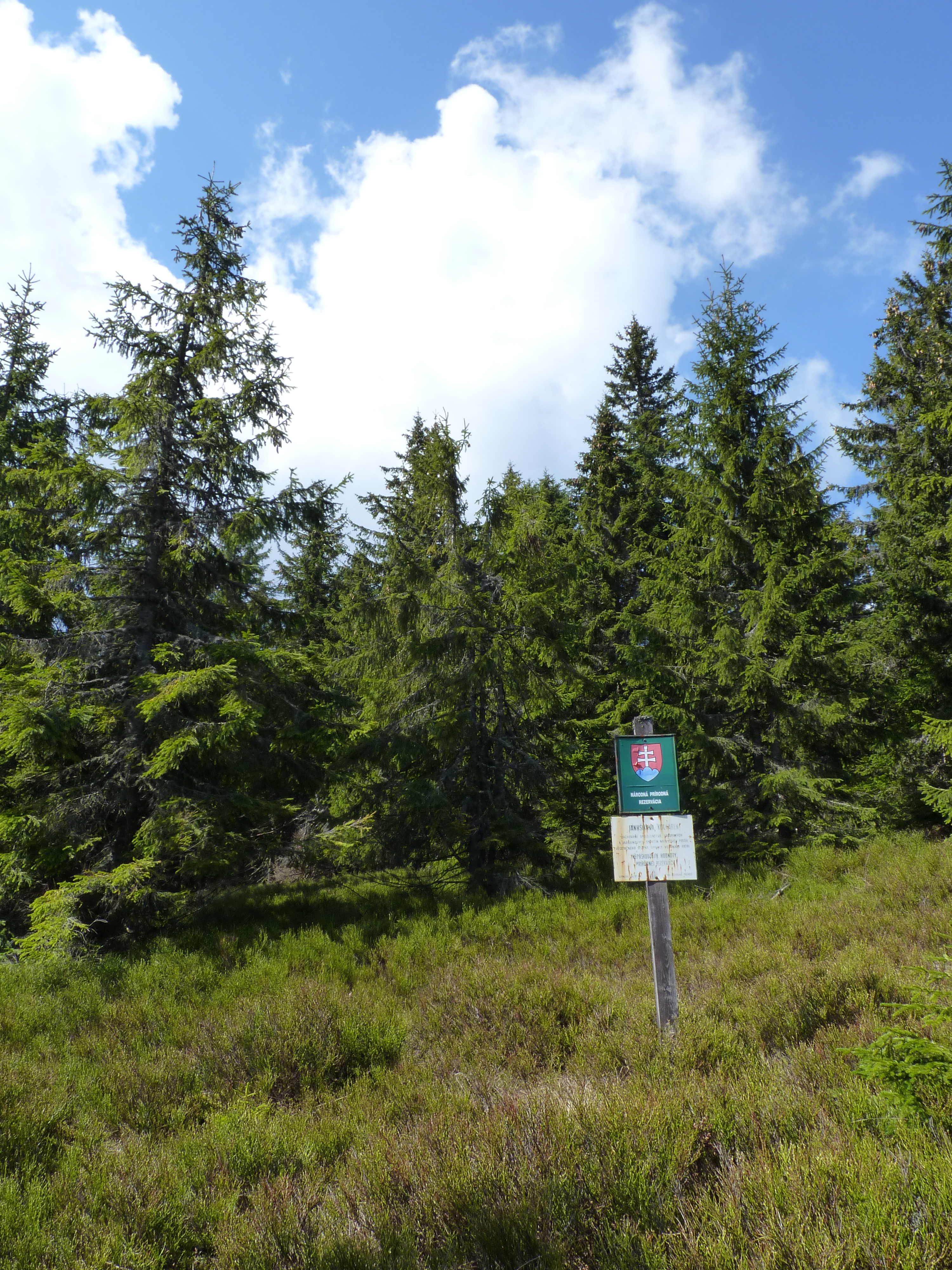